# Střelice (Znojmo)
Střelice é uma comuna checa localizada na região de Morávia do Sul, distrito de Znojmo.